# Horst Karsten
Horst Karsten, född den 1 januari 1936 i Elsfleth i Tyskland, är en tysk och därefter västtysk ryttare.
Han tog OS-brons i lagtävlingen i fälttävlan i samband med de olympiska ridsporttävlingarna 1972 i München.